# 環球信貸集團
環球信貸集團有限公司，簡稱環球信貸集團和環球信貸（英語：Global International Credit Group Limited，港交所：1669），2009年由王瑤、金曉琴於香港註冊為「環球信貸有限公司」，2016年營運。
業務在香港經營物業貸款，包括一按貸款，二按貸款，居屋業主貸款和物業轉按。
股份在2014年在香港交易所主板成功上市。招股價為1.3至1.6港元之間，全球發售為1億股，集資額為1.6億港元。

## 連結
- GIC.com.hk （页面存档备份，存于）